# Liste der Einträge im National Register of Historic Places im Dallas County (Texas)
Die Liste der Registered Historic Places im Dallas County führt alle Bauwerke und historischen Stätten im texanischen Dallas County auf, die in das National Register of Historic Places aufgenommen wurden.

## Aktuelle Einträge
| Lfd. Nr. | Name im NRHP                                                         | Bild | Datum der Eintragung | Adresse/Lage | Ort            | NRHP-ID  | Beschreibung |
| -------- | -------------------------------------------------------------------- | ---- | -------------------- | --- | -------------- | -------- | ------------ |
| 1        | 1926 Republic National Bank                                          |      | 18. Jan. 2006        | 1309 Main St. | Dallas         | 05001543 |              |
| 2        | 4928 Bryan Street Apartments                                         |      | 12. Juni 2008        | 4928 Bryan Street | Dallas         | 08000539 |              |
| 3        | Alcalde Street-Crockett School Historic District                     |      | 23. März 1995        | 200--500 Alcalde, 421--421A N. Carroll and 4315 Victor                                                                | Dallas         | 95000330 |              |
| 4        | Alfred and Juanita Bromberg House                                    |      | 8. Juli 2008         | 3201 Wendover Rd. | Dallas         | 08000658 |              |
| 5        | Alfred Horatio Belo House                                            |      | 29. Okt. 1975        | 2115 Ross Ave. | Dallas         | 75001965 |              |
| 6        | Ascher Silberstein School                                            |      | 23. März 1995        | 2425 Pine St. | Dallas         | 95000325 |              |
| 7        | Bill Young Site                                                      |      | 21. Sep. 1993        | Address Restricted | Grapevine      | 92001221 |              |
| 8        | Bluitt Sanitarium                                                    |      | 26. Juli 2006        | 2036 Commerce St. | Dallas         | 06000651 |              |
| 9        | Bryan-Peak Commercial Historic District                              |      | 23. März 1995        | 4214--4311 Bryan Ave. and 1325--1408 N. Peak                                                                          | Dallas         | 95000327 |              |
| 10       | Building at 3525 Turtle Creek Boulevard                              |      | 29. Mai 2008         | 3525 Turtle Creek Blvd.                                                                                               | Dallas         | 08000475 |              |
| 11       | Busch Building                                                       |      | 4. Juli 1980         | 1501--1509 Main St.                                                                                                   | Dallas         | 80004489 |              |
| 12       | Busch-Kirby Building (Boundary Increase)                             |      | 12. Sep. 1996        | 1501--1509 Main St.                                                                                                   | Dallas         | 96001015 |              |
| 13       | Capt. R. A. Rawlins House                                            |      | 15. Nov. 1978        | 2219 Dowling St. | Lancaster      | 78002921 |              |
| 14       | Cedar Springs Place                                                  |      | 30. Dez. 1991        | 2531 Lucas Dr. | Dallas         | 91001901 |              |
| 15       | Central Congregational Church                                        |      | 23. März 1995        | 1530 N. Carroll | Dallas         | 95000307 |              |
| 16       | Chevrolet Motor Company Building                                     |      | 18. Apr. 2003        | 3221 Commerce | Dallas         | 03000277 |              |
| 17       | Claremont Apartments                                                 |      | 23. März 1995        | 4636 Ross Ave. | Dallas         | 95000313 |              |
| 18       | Clements Hall                                                        |      | 27. Sep. 1980        | 3200 Dyer St. | Dallas         | 80004087 |              |
| 19       | Colonial Hill Historic District                                      |      | 23. März 1995        | Bounded by Pennsylvania Ave., I-45, US 75 and Hatcher                                                                 | Dallas         | 95000334 |              |
| 20       | Continental Gin Company                                              |      | 14. Feb. 1983        | 3301-3333 Elm St., 212 and 232 Trunk Ave.                                                                             | Dallas         | 83003134 |              |
| 21       | Dallas County Courthouse                                             |      | 12. Dez. 1976        | Houston and Commerce Sts.                                                                                             | Dallas         | 76002019 |              |
| 22       | Dallas Downtown Historic District (Boundary Increase)                |      | 9. Jan. 2009         | Bounded by Jackson, North Harwood Commerce, N.-S. line between S. Pearl Exwy., and S. Hardwood Canton                 | Dallas         | 08001299 |              |
| 23       | Dallas Downtown Historic District                                    |      | 11. Aug. 2006        | Roughly bounded by Federal, N. St. Paul, Pacific, Harwood, S. Pearl, Commerce, S Ervay, Akard, Commerce and Field     | Dallas         | 04000894 |              |
| 24       | Dallas Fire Station No. 16                                           |      | 17. Apr. 1997        | 5501 Columbia Ave. | Dallas         | 97000363 |              |
| 25       | Dallas Hall                                                          |      | 17. Nov. 1978        | Southern Methodist University campus                                                                                  | Dallas         | 78002913 |              |
| 26       | Dallas High School Historic District                                 |      | 20. Feb. 1996        | 2218 Bryan St. | Dallas         | 96000035 |              |
| 27       | Dallas National Bank                                                 |      | 10. Mai 2005         | 1530 Main and 1511 Commerce St.                                                                                       | Dallas         | 05000419 |              |
| 28       | Dallas Scottish Rite Temple                                          |      | 26. März 1980        | Harwood and Young Sts.                                                                                                | Dallas         | 80004088 |              |
| 29       | Dallas Tent and Awning Building                                      |      | 28. Okt. 1999        | 3401 Commerce St. | Dallas         | 99001292 |              |
| 30       | Dallas Times Herald Pasadena Perfect Home                            |      | 13. Sep. 2006        | 6938 Wildgrove Ave.                                                                                                   | Dallas         | 06000819 |              |
| 31       | Dallas Union Terminal                                                |      | 29. Mai 1975         | 400 S. Houston St. | Dallas         | 75001966 |              |
| 32       | Dealey Plaza Historic District                                       |      | 19. Apr. 1993        | Roughly bounded by Pacific Ave., Market St., Jackson St. and right of way of Dallas Right of Way Management Company   | Dallas         | 93001607 |              |
| 33       | DeGolyer Estate                                                      |      | 28. Dez. 1978        | 8525 Garland Rd. | Dallas         | 78002914 |              |
| 34       | Didaco and Ida Bianchi House                                         |      | 23. März 1995        | 4503 Reiger Ave. | Dallas         | 95000311 |              |
| 35       | Dixon-Moore House                                                    |      | 23. März 1995        | 2716 Peabody | Dallas         | 95000320 |              |
| 36       | Emanuel Lutheran Church                                              |      | 23. März 1995        | 4301 San Jacinto | Dallas         | 95000315 |              |
| 37       | Fidelity Union Life Insurance Building                               |      | 29. Sep. 2009        | 1511 Bryan and 1507 Pacific Ave.                                                                                      | Dallas         | 09000306 |              |
| 38       | Forest Avenue High School, Old                                       |      | 23. März 1995        | 3000 Martin Luther King, Jr., Blvd.                                                                                   | Dallas         | 95000318 |              |
| 39       | Fred Florence Hall                                                   |      | 27. Sep. 1980        | 3330 University Blvd.                                                                                                 | Dallas         | 80004089 |              |
| 40       | G & J Manufacturing                                                  |      | 14. Sep. 2002        | 3912 Willow St. | Dallas         | 02000992 |              |
| 41       | George C. Greer House                                                |      | 9. Jan. 1997         | 5439 Swiss Ave. | Dallas         | 96001563 |              |
| 42       | Goodyear Tire and Rubber Company Building and B.F. Goodrich Building |      | 19. Feb. 2002        | 2809 Parry Ave. and 4136-40 Commerce St.                                                                              | Dallas         | 02000009 |              |
| 43       | Grace Methodist Episcopal Church                                     |      | 4. Nov. 1982         | 4105 Junius St. | Dallas         | 82001736 |              |
| 44       | Greenway Parks Historic District                                     |      | 10. Jan. 2008        | Bounded by W. Mockingbird Ln., W. University Blvd., Inwood & N. Dallas Tollway.                                       | Dallas         | 07001383 |              |
| 45       | Gulf Oil Distribution Facility                                       |      | 31. März 2010        | 501 Second Ave | Dallas         | 10000144 |              |
| 46       | Harlan Building                                                      |      | 26. Feb. 2004        | 2018 Cadiz St. | Dallas         | 04000102 |              |
| 47       | Highland Park Shopping Village                                       |      | 17. Nov. 1997        | Jct. of Preston Rd. and Mockingbird Ln.                                                                               | Highpark       | 97001393 |              |
| 48       | Hilton Hotel                                                         |      | 5. Dez. 1985         | 1933 Main St. | Dallas         | 85003092 |              |
| 49       | Hotel Adolphus                                                       |      | 14. Juli 1983        | 1315 Commerce St. | Dallas         | 83003133 |              |
| 50       | Houston Street Viaduct                                               |      | 9. Aug. 1984         | Houston St. roughly between Arlington St. and Lancaster Ave.                                                          | Dallas         | 84001641 |              |
| 51       | Hyer Hall                                                            |      | 27. Sep. 1980        | 6424 Hill Lane | Dallas         | 80004090 |              |
| 52       | Interstate Forwarding Company Warehouse                              |      | 14. Feb. 1992        | 3200 Main St. | Dallas         | 92000021 |              |
| 53       | Jacob and Eliza Spake House                                          |      | 21. Nov. 1985        | 2600 State St. | Dallas         | 85002912 |              |
| 54       | James H. and Molly Ellis House                                       |      | 23. März 1995        | 2426 Pine | Dallas         | 95000323 |              |
| 55       | James W. Fannin Elementary School                                    |      | 23. März 1995        | 4800 Ross Ave. | Dallas         | 95000314 |              |
| 56       | John E. Mitchell Company Plant                                       |      | 4. März 1991         | 3800 Commerce St. | Dallas         | 91000118 |              |
| 57       | John Hickman Miller House                                            |      | 23. Mai 1980         | 3506 Cedar Springs | Dallas         | 80004092 |              |
| 58       | Jordan C. Ownby Stadium                                              |      | 23. Sep. 2004        | 5900 Ownby Dr. | Dallas         | 80004093 |              |
| 59       | Kessler Park Historic District (Boundary Increase)                   |      | 7. Sep. 1995         | Bounded by Turner, Colorado, Sylvan and Salmon                                                                        | Dallas         | 95001087 |              |
| 60       | Kessler Park Historic District                                       |      | 17. Juni 1994        | Roughly bounded by Kidd Springs, Stewart, Oak Cliff, Plymouth, I-30, Turner, Colorado and Sylvan                      | Dallas         | 94000607 |              |
| 61       | King's Highway Historic District                                     |      | 17. Juni 1994        | 900--1500 Blocks of King's Highway between W. Davis St. and Montclair Ave.                                            | Dallas         | 94000606 |              |
| 62       | Lake Cliff Historic District                                         |      | 17. Juni 1994        | Roughly bounded by E. 6th St., Beckley Ave., Zangs Blvd. and Marsalis Ave.                                            | Dallas         | 94000609 |              |
| 63       | Lancaster Avenue Commercial Historic District                        |      | 17. Juni 1994        | Roughly bounded by E. Jefferson Blvd., S. Marsalis, E. 10th St., E. 9th St. and N. Lancaster Ave.                     | Dallas         | 94000605 |              |
| 64       | Levi-Moses House                                                     |      | 23. März 1995        | 2433 Martin Luther King, Jr., Blvd.                                                                                   | Dallas         | 95000316 |              |
| 65       | Levi-Topletz House                                                   |      | 23. März 1995        | 2603 Martin Luther King, Jr., Blvd.                                                                                   | Dallas         | 95000317 |              |
| 66       | Lincoln Paint and Color Company Building                             |      | 11. Juli 2002        | 3210 Main | Dallas         | 02000730 |              |
| 67       | Magnolia Building                                                    |      | 30. Jan. 1978        | 108 S. Akard St. | Dallas         | 78002915 |              |
| 68       | Magnolia Petroleum Company City Sales and Warehouse                  |      | 23. Dez. 1994        | 1607 Lyte St. | Dallas         | 94001473 |              |
| 69       | Majestic Theatre                                                     |      | 14. Nov. 1977        | 1925 Elm St. | Dallas         | 77001437 |              |
| 70       | Mark and Maybelle Lemmon House                                       |      | 15. Juni 2006        | 3211 Mockingbird Ln.                                                                                                  | Highland Park  | 06000513 |              |
| 71       | Mary Apartments                                                      |      | 23. März 1995        | 4524 Live Oak | Dallas         | 95000310 |              |
| 72       | McFarlin Memorial Auditorium                                         |      | 27. Sep. 1980        | 6405 Hillcrest Rd. | Dallas         | 80004091 |              |
| 73       | Medical Dental Building                                              |      | 13. Dez. 2000        | 300 Blk. of West Jefferson Blvd.                                                                                      | Dallas         | 00001537 |              |
| 74       | Miller and Stemmons Historic District                                |      | 17. Juni 1994        | Roughly bounded by W. Davis St., Woodlawn Ave., Neches and Elsbeth                                                    | Dallas         | 94000611 |              |
| 75       | Monroe Shops                                                         |      | 7. März 2007         | 2111 S. Corinth St.                                                                                                   | Dallas         | 07000130 |              |
| 76       | Mrs. Baird's Bread Company Building                                  |      | 23. März 1995        | 1401 N. Carroll | Dallas         | 95000309 |              |
| 77       | Munger Place Historic District                                       |      | 13. Sep. 1978        | Roughly bounded by Henderson, Junius, Prairie, and Reiger Sts.                                                        | Dallas         | 78002916 |              |
| 78       | North Bishop Avenue Commercial Historic District                     |      | 17. Juni 1994        | Roughly bounded by 9th St., Davis St., Adams and Madison                                                              | Dallas         | 94000608 |              |
| 79       | Number 4 Hook and Ladder Company                                     |      | 4. Mai 1981          | Cedar Springs Rd. and Reagan St.                                                                                      | Dallas         | 81000627 |              |
| 80       | Oak Lawn Methodist Episcopal Church, South                           |      | 16. März 1988        | 3014 Oak Lawn Ave. | Dallas         | 88000176 |              |
| 81       | Parkland Hospital                                                    |      | 26. März 2010        | 3819 Maple Ave | Dallas         | 10000249 |              |
| 82       | Peak's Suburban Addition Historic District                           |      | 23. März 1995        | Roughly bounded by Sycamore, Peak, Worth and Fitzhugh                                                                 | Dallas         | 95000328 |              |
| 83       | Perkins Hall of Administration                                       |      | 27. Sep. 1980        | 6425 Hillcrest Rd. | Dallas         | 80004095 |              |
| 84       | Proctor Hall                                                         |      | 13. Juni 1995        | 1206 N. Haskell | Dallas         | 95000308 |              |
| 85       | Purvin-Hexter Building                                               |      | 18. Jan. 2006        | 2038 Commerce St. | Dallas         | 05001541 |              |
| 86       | Queen City Heights Historic District                                 |      | 23. März 1995        | Roughly bounded by Eugene, Cooper, Latimer, Kynard and Dildock                                                        | Dallas         | 95000332 |              |
| 87       | Randlett House                                                       |      | 11. Aug. 1978        | 401 S. Centre St. | Lancaster      | 78002920 |              |
| 88       | Republic National Bank                                               |      | 31. März 2005        | 300 N. Ervay/325 N. St. Paul St.                                                                                      | Dallas         | 05000243 |              |
| 89       | Roger D. McIntosh House                                              |      | 7. Apr. 1983         | 1518 Abrams Rd. | Dallas         | 83003135 |              |
| 90       | Romine Avenue Historic District                                      |      | 23. März 1995        | 2300--2400 blocks of Romine Ave., N side                                                                              | Dallas         | 95000333 |              |
| 91       | Rosemont Crest Historic District                                     |      | 17. Juni 1994        | Roughly bounded by 10th St., Oak Cliff Blvd., W. Davis St., N. Brighton Ave., W. 8th St. and Rosemont Ave.            | Dallas         | 94000610 |              |
| 92       | Rush-Crabb House                                                     |      | 23. März 1995        | 2718 Pennsylvania | Dallas         | 95000321 |              |
| 93       | Samuel and Julia Gilbert House                                       |      | 10. Nov. 1988        | 2540 Farmers Branch Ln.                                                                                               | Farmers Branch | 88002063 |              |
| 94       | Sanger Brothers Complex                                              |      | 8. Apr. 1975         | Block 32, bounded by Elm, Lamar, Main and Austin Sts.                                                                 | Dallas         | 75001967 |              |
| 95       | Santa Fe Terminal Buildings No.1 and No. 2                           |      | 23. Mai 1997         | 1114 Commerce St. and 1118 Jackson St.                                                                                | Dallas         | 97000478 |              |
| 96       | Seagoville School                                                    |      | 10. Aug. 2005        | 306 N. Kaufman St. | Seagoville     | 05000857 |              |
| 97       | Snider Hall                                                          |      | 27. Sep. 1980        | 3305 Dyer St. | Dallas         | 80004096 |              |
| 98       | South Boulevard-Park Row Historic District                           |      | 5. Feb. 1979         | South Blvd. and Park Row from Central                                                                                 | Dallas         | 79002930 |              |
| 99       | Stanard-Tilton Flour Mill                                            |      | 6. Okt. 1997         | 2400 S. Ervay St. | Dallas         | 97001187 |              |
| 100      | Stanley Patterson Hall                                               |      | 27. Sep. 1980        | 3128 Dyer St. | Dallas         | 80004094 |              |
| 101      | Stephen Decatur Lawrence Farmstead                                   |      | 9. Sep. 1999         | 701 E. Kearney St. | Mesquite       | 99001139 |              |
| 102      | Stoneleigh Court Hotel                                               |      | 18. Sep. 2007        | 2927 Maple Ave. | Dallas         | 07000989 |              |
| 103      | Swiss Avenue Historic District                                       |      | 28. März 1974        | Swiss Ave. between Fitzhugh and LaVista                                                                               | Dallas         | 74002068 |              |
| 104      | Tenth Street Historic District                                       |      | 17. Juni 1994        | Roughly bounded by E. Clarendon Dr., S. Fleming Ave., I-35E, E. 8th St. and the E end of Church, E. 9th and Plum Sts. | Dallas         | 94000604 |              |
| 105      | Texas Centennial Exposition Buildings (1936-1937)                    |      | 24. Sep. 1986        | Bounded by Texas and Pacific RR, Pennsylvania, Second, and Parry Aves.                                                | Dallas         | 86003488 |              |
| 106      | Texas Farm and Ranch Building                                        |      | 9. Dez. 1999         | 3300 Main St. | Dallas         | 99001499 |              |
| 107      | Texas Theatre                                                        |      | 1. Apr. 2003         | 231 W. Jefferson Blvd.                                                                                                | Dallas         | 03000187 |              |
| 108      | Thomas Shiels House                                                  |      | 23. März 1995        | 4602 Reiger Ave. | Dallas         | 95000312 |              |
| 109      | Titche-Goettinger Building                                           |      | 24. Mai 1996         | 1901 Main St. | Dallas         | 96000586 |              |
| 110      | Trinity English Lutheran Church                                      |      | 23. März 1995        | 3100 Martin Luther King, Jr., Blvd.                                                                                   | Dallas         | 95000319 |              |
| 111      | Trinity Methodist Episcopal Church                                   |      | 19. Okt. 1983        | 2120 McKinney Ave. | Dallas         | 75001968 |              |
| 112      | Turtle Creek Pump Station                                            |      | 9. Feb. 2001         | 3630 Harry Hines Blvd.                                                                                                | Dallas         | 01000103 |              |
| 113      | Viola Courts Apartments                                              |      | 19. Jan. 1984        | 4845 Swiss Ave. | Dallas         | 84001643 |              |
| 114      | Virginia Hall                                                        |      | 27. Sep. 1980        | 3325 Dyer St. | Dallas         | 80004097 |              |
| 115      | W. A. Strain Farm (Boundary Increase)                                |      | 17. Sep. 2001        | 400 Lancaster-Hutchins Rd.                                                                                            | Lancaster      | 01001002 |              |
| 116      | W. A. Strain House                                                   |      | 29. Nov. 1978        | 400 E. Pecan St. | Lancaster      | 78002922 |              |
| 117      | Waples-Platter Buildings                                             |      | 24. März 1978        | 2200--2211 N. Lamar St.                                                                                               | Dallas         | 78002917 |              |
| 118      | Westend Historic District                                            |      | 14. Nov. 1978        | Bounded by Lamar, Griffin, Wood, Market, and Commerce Sts.                                                            | Dallas         | 78002918 |              |
| 119      | Wheatley Place Historic District                                     |      | 23. März 1995        | Bounded by Warren, Atlanta, McDermott, Meadow, Oakland and Dathe                                                      | Dallas         | 95000331 |              |
| 120      | Wilson Block                                                         |      | 15. Dez. 1978        | 2902, 2906, 2910 and 2922 Swiss Ave.                                                                                  | Dallas         | 78002919 |              |
| 121      | Wilson Building                                                      |      | 24. Juli 1979        | 1621-1623 Main St. | Dallas         | 79002931 |              |
| 122      | Winnetka Heights Historic District                                   |      | 3. Nov. 1983         | Roughly bounded by Davis and 12th Sts., and Rosemont and Willomet Aves.                                               | Dallas         | 83003758 |              |